# Kim Kaphwan
Kim Kaphwan è un personaggio immaginario della serie di videogiochi Fatal Fury e fa la sua prima apparizione nel seguito Fatal Fury 2 e successivamente compare anche nel gioco The King of Fighters dove fa il suo debutto affiancato dai due galeotti Choi Bounge e Chang Koehan.

## Caratteristiche e biografia del personaggio
Kim Kaphwan è un uomo dai capelli marroni corti con i ciuffi che gli arrivano fino alle guance; ha una corporatura abbastanza muscolosa, indossa una tenuta tradizionale di taekwondo bianca a strisce blu senza maniche, ha dei guanti dei medesimi colori e parastinchi di colore blu scuro o anche bianchi.
Sempre pronto a combattere per difendere gli innocenti, Kim è un campione mondiale di taekwondo nella sua regione che crede nella Giustizia e si dimostra un personaggio rispettoso, leale, socievole ed umile con chi ha più esperienza di lui, partecipa al torneo indetto da Krauser per trovare degni sfidanti e trova un rivale e un amico in Terry Bogard dopo essere stato sconfitto, in the King Of Fighters il suo animo nobile lo porta spesso farsi dare dal governo come membri squadra dei criminali come Chang Koehan e Choi Bounge o Raiden e Hwa Jai per condurli alla retta via, in seguito con le nuove regole dei tornei si aggiunge alla squadra Jhun Hoon, amico di infanzia di Kim che ha delle ideologie diverse da quest'ultimo ed hanno un rapporto particolare e quando Jhun subisce un infortunio viene sostituito da May Lee una fanatica dei film con eroi in maschera, ha una moglie gentile di nome Myeng Swuk che e molto gentile e affettuosa e anche due figli Jae hoon e Dong Hwan ai quali ha instillato sani principi ed mette sullo stesso piano sia l'affezione che prova per i suoi famigliari con quello che ha per le arti marziali.

## Curiosità
Kim è il primo lottatore di taekwondo a comparire in un gioco di combattimento.
Nel gioco mobile per Android Kung Fu Do Fighting c'è un personaggio col suo stesso nome e che pratica la sua stessa arte marziale, e che differisce da lui solo nell'aspetto.

## Mosse caratteristiche
Hangetsuzan: Kim colpisce il nemico facendo una capriola mentre è a terra; esiste anche una variante eseguibile in aria.
Hienzan; Kim fa una capriola all'indietro seguita da una in avanti.
Hououkyaku: Kim effettua una serie calci ad alta velocità, per poi dargli un colpo di capriola come attacco definitivo.
Hououhitenkyaku: Kim colpisce il nemico sollevando la sua gamba che lo spedisce in alto.
Rei Shiki Hououkyaku: Kim colpisce il nemico da davanti a lui e dietro alle sue spalle, contemporaneamente aumentando gradualmente la velocità e poi, utilizzando il tallone, lo sbatte fortemente a terra.